# Глухая Вильва
Глуха́я Ви́льва — река в Пермском крае, левый приток Язьвы, крупнейший приток этой реки (длина Глухой Вильвы почти в полтора раза больше длины самой Язьвы). Протекает по территории Соликамского и Красновишерского районов. Впадает в Язьву в 38 км от её устья. Длина реки составляет 234 км, площадь водосбора — 1740 км².

## География
Исток реки в предгорьях Северного Урала в 19 км восточнее посёлка Сим. Река многократно меняет направление течения, от истока течёт на юг, затем на запад, на север, и, наконец, в нижнем течении, на северо-запад. Русло чрезвычайно извилистое, в среднем и нижнем течении образует многочисленные меандры и старицы. Несмотря на то, что река имеет длину 234 км, её исток и устье по прямой отделяет всего около 50 км.
Большая часть течения проходит по елово-берёзовой, местами заболоченной тайге. Река имеет большое количество притоков, в том числе небольших, обеспечивающих сток из окрестных болот. На реке расположены посёлки Усть-Сурмог и Сим. Впадает в Язьву в 23 км к югу от Красновишерска. Ширина реки у устья около 40 метров, скорость течения 0,5 м/с.
Журнал Forbes назвал Глухую Вильву одним из 8 идеальных мест для «глубокого туризма» на территории России.

## Притоки
Основные притоки:
- левые: Большая Мысья, Большой Сурмог;
- правый: Большой Сим.

Притоки:

(указано расстояние от устья)
- река Люль (лв)
- река Малая Мысья (лв)
- река Чёрная (пр)
- 33 км: река Большая Мысья (лв)
- река Маг (пр)
- 100 км: река Долгая (пр)
- 115 км: река Большой Сим (пр)
- 125 км: река Половинная (лв)
- река Большой Ленег (пр)
- река Чёрная (лв)
- 167 км: река Малый Сурмог (лв)
- 172 км: река Большой Сурмог (лв)
- 181 км: река Большой Дураком (пр)
- река Малый Кырог (лв)
- 190 км: река Малый Дураком (пр)
- 191 км: река Большой Кырог (лв)
- река Каменка (пр)
- 203 км: река Малый Сом (пр)
- река Низовая (лв)
- 213 км: река Большой Сом (пр)
- 219 км: река Тала (лв)
- река Пыжьянка (пр)
- река Рассольная (лв)

## Данные водного реестра
По данным государственного водного реестра России относится к Камскому бассейновому округу, водохозяйственный участок реки — Кама от водомерного поста у села Бондюг до города Березники, речной подбассейн реки — бассейны притоков Камы до впадения Белой. Речной бассейн реки — Кама.
Код объекта в государственном водном реестре — 10010100212111100005324.